# Artedius corallinus
Artedius corallinus är en fiskart som först beskrevs av Hubbs 1926.  Artedius corallinus ingår i släktet Artedius och familjen simpor. Inga underarter finns listade i Catalogue of Life.

## Bildgalleri

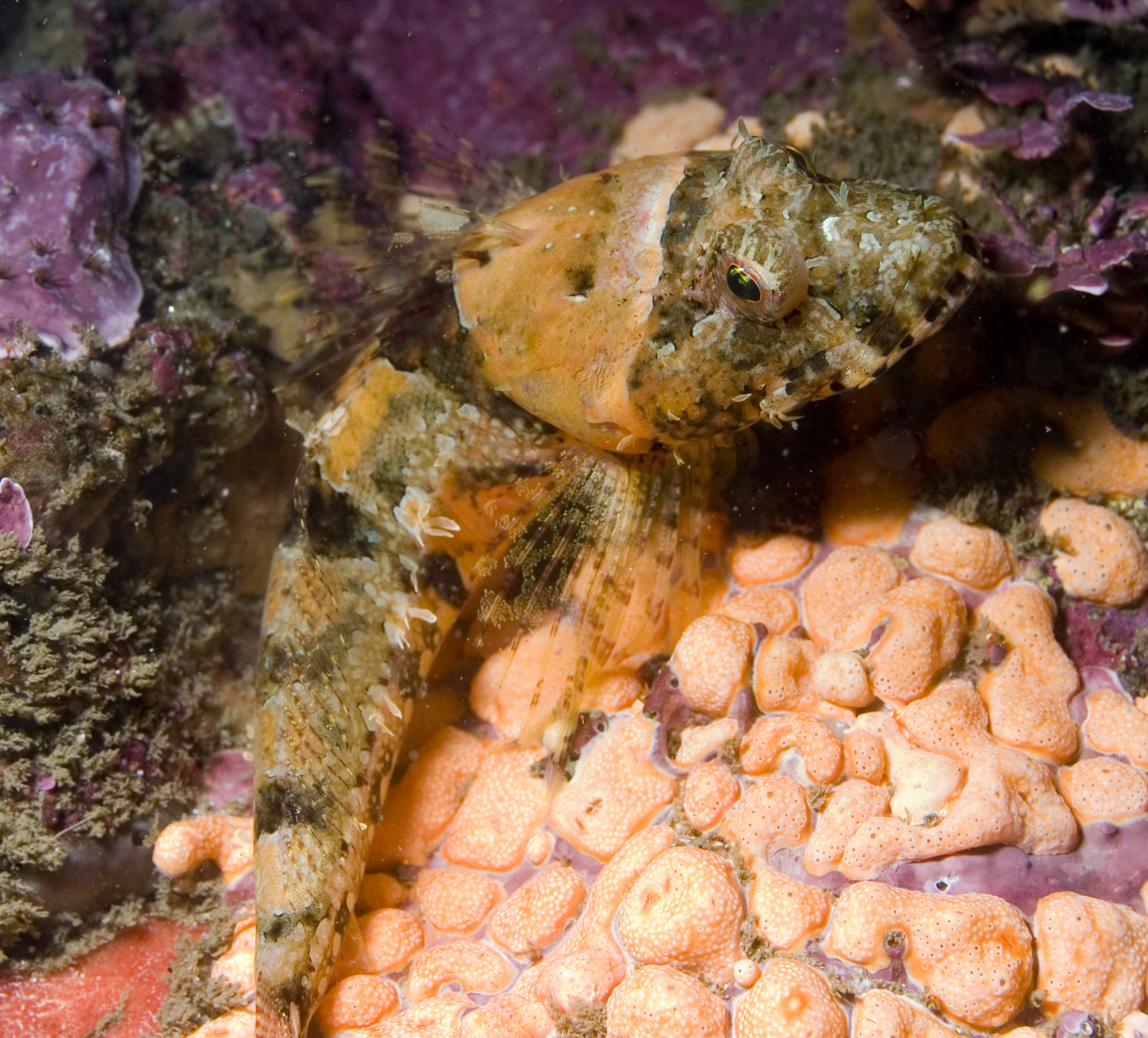
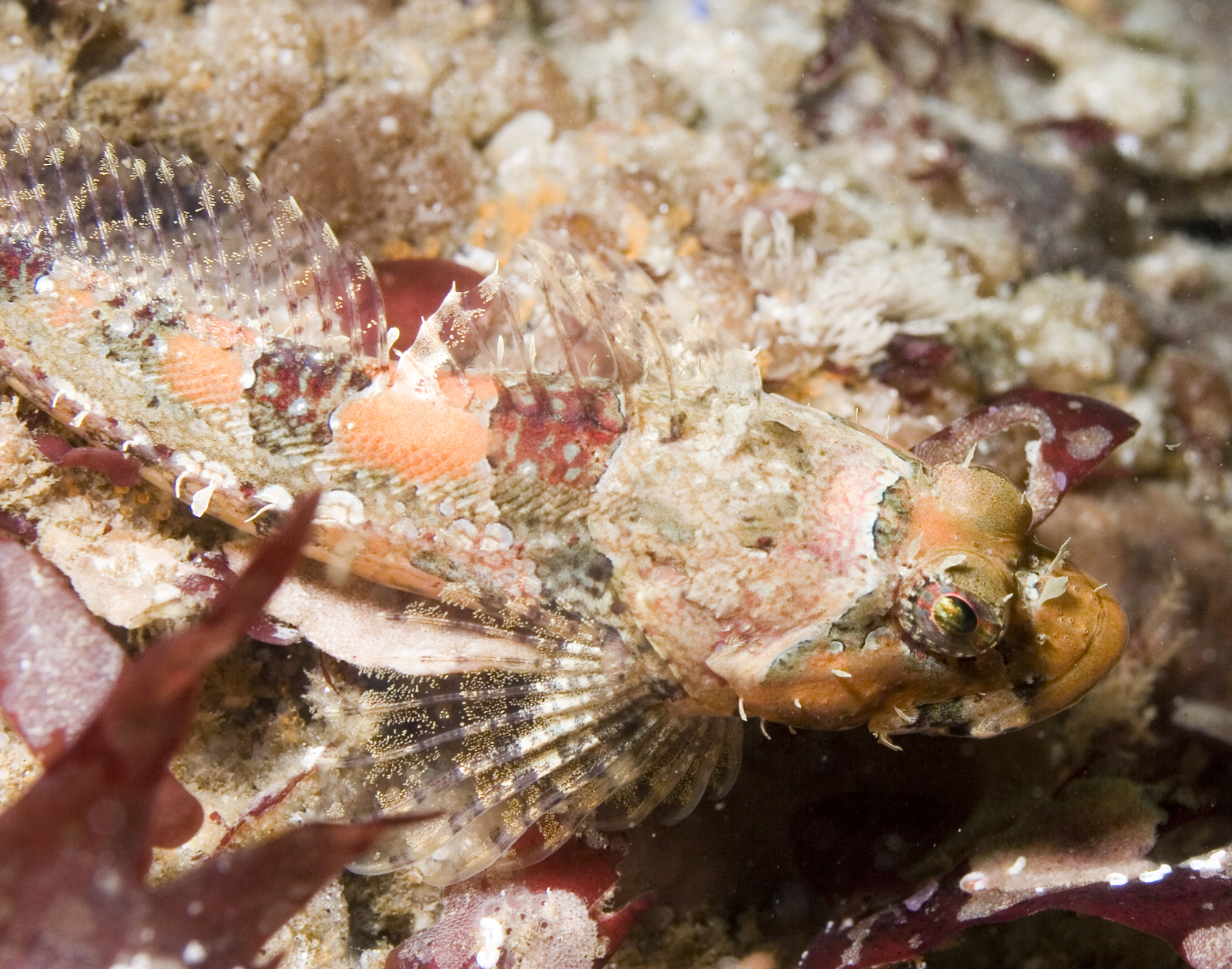